# Нисикава, Шери
Шери Ёсими Нисикава (англ. Shari Joshimi Nishikawa; 19 октября 1982, Ньюпорт-Ньюс, Виргиния) — американская футболистка, полузащитница.

## Биография
Провела детство на Гавайях, в городке Канеохе. Начала заниматься футболом в школе Иолани (Гонолулу), также занималась баскетболом и лёгкой атлетикой. В 1998 и 1999 годах включалась в символическую сборную штата Гавайи в своём возрасте. На студенческом уровне представляла в 2000—2003 годах команду Университета Лойола-Мэримаунт. Включалась в расширенный состав юниорской (до 18 лет) сборной США.
О выступлениях в следующие несколько сезонов сведений нет[уточнить].
В 2010 году вместе с группой игроков из США перешла в российский клуб «Энергия» (Воронеж). Дебютный матч в высшей лиге России сыграла 25 апреля 2010 года против клуба «УОР-Звезда» (Звенигород). Всего за сезон провела 16 матчей и стала со своим клубом серебряным призёром чемпионата России.

## Личная жизнь
Родители — Валери Мэй и Джеффри Нисикава. В семье, кроме Шери, было два брата и две сестры.